# Robotech

La coccarda della U.N. Spacy.

Robotech è una serie televisiva animata di fantascienza creata nel 1985 negli Stati Uniti fondendo, in un'unica serie di 85 puntate, tre diversi anime in nessun modo correlati fra loro, prodotti in Giappone dalla Tatsunoko: Fortezza superdimensionale Macross (Chōjikū Yōsai Macross) (36 episodi, 1982/83), Chōjikū kidan Southern Cross (24 episodi, 1984) e Kiko soseiki Mospeada (25 episodi, 1983/1984). È stata prodotta dalla Harmony Gold sotto la supervisione di Carl Macek, che ha riscritto la sceneggiatura e i dialoghi dei tre anime al fine di uniformare la trama.

## Storia
La Harmony Gold era interessata a produrre una versione di Macross per il mercato anglosassone, ma questa era composta di soli 36 episodi, mentre la lunghezza minima di una serie animata da proporre alle reti televisive americane era solitamente di 65 episodi (un numero minore di episodi avrebbe potuto impedire che il pubblico si interessasse alla serie avendo, di conseguenza, un minore traino sulle vendite del merchandising). Pertanto la Harmony incaricò Carl Macek di trovare una soluzione, utilizzando eventualmente anche altro materiale di cui aveva i diritti per il mercato occidentale. La scelta di Macek fu quella di impiegare altre due serie animate dal mecha design simile, saldandole in un'unica serie divisa in tre parti, così da poter proporre il risultato per l'edizione americana.
Le due serie impiegate furono Genesis Climber Mospeada (機甲創世記モスピーダ, Kikō Sōseiki Mosupīda) e The Super Dimension Cavalry Southern Cross (超時空騎団サザンクロス,Chōjikū Kidan Southern Cross); quest'ultima con The Super Dimension Century Orguss (超時空世紀オーガス, Chō Jikū Seiki Ōgasu) e Macross faceva parte della "trilogia" Super Dimension prodotta dalla Big West Advertising. Tutte e tre le serie avevano fra i loro produttori la Tatsunoko Production.
Sia Southern Cross che Mospeada erano serie nate grazie al successo del primo Macross e delle tematiche introdotte da questo, le quali però avevano visto la loro produzione, nel paese del Sol Levante, fermata anzitempo a causa dei bassi ascolti (da qui il numero ridotto di episodi).
Per poter compiere questa operazione, Carl Macek (che ne è stato il supervisore e che avrà un ruolo importante anche per la realizzazione dei seguiti di Robotech), ha riscritto dialoghi, tagliato e rimontato scene dei tre anime, in modo da poter produrre una storia coerente. In tutta questa operazione la serie che ha sofferto maggiormente è stata Southern Cross, che, dovendo fare da ponte fra le altre due, è stata soggetta a maggiori rimaneggiamenti.
Il nome Robotech fu scelto in quanto la Revell, una delle principali aziende produttrici di modellini, aveva in catalogo alcuni dei mecha presenti in Macross, in una linea di prodotti chiamata Robotech Defenders, di cui era stata pubblicata nel 1984 anche una miniserie di fumetti dalla DC Comics. La Harmony temeva che la pubblicazione con un altro nome avrebbe indotto disorientamento nei consumatori e danneggiato le vendite dei giocattoli.

## La trama

### Prima guerra di Robotech (The Macross Saga) - Gli Zentradi
Nel 1999, una ciclopica astronave aliena si schianta su Macross, un'isola della Terra.
Dallo studio di questo eccezionale artefatto, gli scienziati terrestri ottengono conoscenze tecnologiche piuttosto avanzate, che portano alla costruzione di nuovi mezzi bellici come i caccia trasformabili VF-1 Varitech (soprannominati anche Valkyrie) ed al ripristino della stessa astronave aliena (ribattezzata, in seguito, SDF-1, Super Dimensional Fortress 1).
Durante la cerimonia d'inaugurazione della nave, il popolo alieno dei giganteschi Zentradi attacca l'isola ed i suoi abitanti. Un pilota acrobatico, Rick Hunter, sale a bordo di un aereo militare (un caccia Valkyrie) e viene suo malgrado coinvolto nel combattimento (schiantandosi infine, sulla casa di una giovane ragazza, Lynn Minmay).
Le forze aliene sono così superiori a quelle terrestri che il comandante dell'SDF-1, Henry Gloval, ordina di compiere un salto iperspaziale, che trasferisce la fortezza spaziale e, come effetto collaterale, anche gran parte dell'isola di Macross e le due navi da guerra Daedalus e Prometeus, in prossimità di Plutone.
La gigantesca astronave diventa così una vera città spaziale, in cui i superstiti dell'incidente vivono sotto la costante minaccia degli Zentradi, i quali, localizzata la nave ne inseguono la scia.
L'inseguimento si caratterizza in diverse tappe, scandite dagli episodi della saga, attraverso le quali vengono introdotti diversi personaggi: sul fronte alieno troviamo Breetai, il comandante della flotta Zentradi incaricato di recuperare l'SDF-1 e la matrice di Protocultura in essa celata; il suo assistente Exedore; Dolza, comandante supremo degli Zentradi; Lord Kyron, giovane ed impulsivo comandante delle truppe d'assalto aliene; Myria, asso dell'aviazione Meltradi (femmine della specie Zentrade). A bordo dell'SDF-1, al fianco del comandante Henry J. Gloval, troviamo Lisa Hayes, sua vice, ed il gruppo delle aiutanti capitanato da Claudia Grant, quindi, Roy Fokker, capopattuglia dello squadrone dei "Teschi" (Teschi Grigi nella versione italiana) e mentore di Rick Hunter; Max Sterling, astro nascente dell'aviazione terrestre.
Ritornata sulla Terra al prezzo di gravi perdite umane e con a bordo tre spie Zentradi "micronizzate" (portate a dimensioni umane), all'SDF-1 viene intimato dal Governo Unito Terrestre di ritornare nello spazio, per allontanare la minaccia aliena dal pianeta. Riguadagnato lo spazio e riprese le battaglie con gli Zentradi, la guerra muta il suo corso allorquando a bordo dell'ammiraglia di Breetai scoppia l'ammutinamento: le spie, ritornate a bordo, hanno portato con loro alcuni oggetti dei Microniani (così gli Zentradi chiamano i terrestri), fra cui la musica e le bamboline di Lynn Minmay; i compagni d'arme, sconvolti dalle canzoni della giovane e contagiati da quella che viene chiamata Protocultura, convincono Breetai a giungere ad un armistizio, che viene ratificato dal comandante Zentradi ma non accettato da Dolza, il quale porta la sua flotta di oltre quattro milioni di astronavi in orbita terrestre. Si scatena una feroce battaglia, a causa della quale la superficie del pianeta Terra viene quasi completamente distrutta (muoiono nell'attacco circa quattro miliardi di esseri umani), ma alla fine l'SDF-1 coadiuvata dagli Zentradi ribelli e con la potenza di una nuova arma terrestre (un enorme Cannone a Riflessione nascosto in una base segreta in Alaska), ha la meglio ed annienta l'enorme flotta di Dolza.
Nei giorni che seguono, sulla Terra devastata, il personale dell'SDF-1 si prodiga nella ricostruzione e assieme a Breetai, organizza la cattura del satellite artificiale Robotech Factory. Ma Kyron, sopravvissuto al ciclopico scontro assieme al suo battaglione, medita vendetta e prepara il suo ritorno per distruggere gli odiati Microniani. Riparato il proprio incrociatore, lo dirige in un attacco suicida sull'SDF-1 e sul nuovo SDF-2, distruggendo se stesso e le tre astronavi, le quali vengono sotterrate insieme alla matrice di Protocultura al di sotto un cumulo di detriti dragati da un lago.
La cosiddetta "Prima Guerra di Robotech" si conclude con Rick e Lisa che, sopravvissuti al disastro, progettano il futuro: una nuova astronave, l'SDF-3, ed il viaggio alla ricerca dei Signori di Robotech (la razza aliena che ha generato gli Zentradi), per trattare la pace.

#### Tematiche
Sebbene l'intera vicenda abbia come sfondo una guerra contro una civiltà aliena, combattuta con mezzi futuristici, il fulcro della storia è la vita del protagonista Rick Hunter.
Dapprima giovane e inesperto pilota, spaventato dalla guerra e convinto di essere stato coinvolto in qualcosa più grande di lui, diventa in seguito uno degli assi a protezione dell'SDF-1, anello fondamentale dell'intera vicenda.
Lo spettatore partecipa ai piccoli e grandi drammi della sua vita, dalla perdita del suo mentore e amico Roy Fokker, all'amore prima per Lynn Minmay, poi per il comandante Lisa Hayes, il tutto raccontato fra le paratie di acciaio di un'astronave a milioni di chilometri dalla Terra.
Fanno da sfondo alle sue vicende personali i rapporti tra gli Zentradi, popolo di giganti dall'indole fredda e votata alla guerra, e gli umani, ricchi di emozioni e sentimenti.
L'amore "contagerà" anche gli Zentradi e le Meltradi, fino a portare al primo matrimonio interspecie, fra Max Sterling e la Meltradi Myria.

### Seconda guerra di Robotech (The Masters) - I Signori di Robotech
Sono passati parecchi anni dalla devastante guerra contro gli Zentradi e da tempo Rick Hunter, ora promosso ammiraglio, ha abbandonato la Terra per cercare Tirol (il mondo dei Signori di Robotech).
Dana Sterling, figlia di Max e Myria, guida una unità di fanteria robotica della Difesa Terrestre. Improvvisamente, nella troposfera appaiono gigantesche astronavi: sono i Signori di Robotech, che dopo secoli di ricerche, hanno scoperto, sulla Terra, la matrice di Protocultura da loro tanto bramata. E attaccano gli umani. A guidare le truppe di "Bio-robot" dei nuovi invasori (che si muovono secondo il sistema del "tre-in uno", o triumvirato), è il misterioso Zhor Primo. Dana e il suo vice Bowie Grant (nipote di Claudia) catturano nel corso di uno scontro proprio Zhor, non sospettando che i Signori di Robotech hanno deciso di disattivarne la memoria per infiltrarlo fra le linee terrestri e scoprire l'esatta ubicazione dei resti dell'SDF-1. Ottenuto il loro scopo, gli alieni riabilitano a Zhor i ricordi, facendo prigionieri Dana, Bowie e la loro unità. L'amore che sboccia, però, tra una femmina aliena, Musica, e Bowie, provoca una rivolta e Zhor decide di porre fine all'arrogante follia dei Signori di Robotech, tentando di distruggere sé stesso, i suoi creatori e la matrice di Protocultura, già contaminata dal Fiore della Vita degli alieni Invid. Lo sforzo è però vano, perché nell'esplosione i "fiori" si schiudono, richiamando così una terza ed ancor più feroce razza aliena sulla Terra.

#### Tematiche
Come per la prima serie, agli scontri spaziali (ma qui spesso e volentieri la scena è spostata sulla Terra), si sovrappongono a tematiche amorose ma anche vagamente filosofiche.
Nonostante i vari intrecci presenti, la vicenda si dipana attorno al complesso rapporto fra Dana e Zhor Primo: quest'ultimo, prima nemico, poi alleato, in seguito nuovamente nemico ed infine martire. Zhor è un personaggio enigmatico e carico di mistero, che solo a sprazzi rivela la sua vera identità e fa intuire il grandioso conflitto interstellare che vede la Terra come un angolo marginale del campo di battaglia.
Tornano anche qui, come elementi fondanti, la musica (il rapporto tra Bowie Grant e l'aliena che si chiama proprio Musica) e l'amore, che generano nuovamente confusione tra le compagini militari che sbarcano sul pianeta, così come concetti usati ed abusati dell'eros e thanatos.

### Terza guerra di Robotech (The New Generation) - Gli Invid
Richiamati dallo sbocciare del Fiore della Vita, gli Invid (razza aliena di genia diversa rispetto a Zentradi e Signori di Robotech), conquistano e colonizzano rapidamente la Terra. Solo uno sparuto gruppo di ribelli si oppone al loro strapotere, impiegando una tecnologia derivata dai caccia Valkyrie di prima generazione. Tutti in realtà attendono il grande evento: il ritorno dell'ammiraglio Hunter con l'astronave SDF-3, intenzionato a liberare il pianeta dall'ennesimo pericolo.
Un'avanguardia del Corpo di Spedizione, inviata da Hunter per saggiare la preparazione militare degli Invid, viene però totalmente annientata: unico superstite è il sottotenente Scott Bernard, che con il suo caccia VF03 atterra sulla Terra e, poco a poco, riunisce un gruppo di ribelli molto eterogeneo, dando filo da torcere agli invasori.
Nel frattempo la guida degli Invid, l'Entità Madre chiamata Invid Regis, progetta un secondo stadio dell'invasione, ovvero il mutamento della forma energetica dei propri figli in una struttura umanoide, destinata con il tempo a sostituire la razza umana. A tal scopo, la Regis Madre crea tre esperimenti trasmutando suoi "figli" nella forma umanoide: il principe Corg e la principessa Sera, con il fine di guidare in battaglia i "bioroidi" (le proprie truppe di mech) ed Ariel, la quale viene destinata all'infiltrazione tra i partigiani terrestri. Quest'ultima creatura tuttavia perde la memoria ed il gruppo di Scott l'accoglie benevolmente, tanto che lo stesso ufficiale se ne innamora, ricambiato: alla smemorata aliena viene imposto il nome di Marlene.
Il Corpo di Spedizione terrestre (con la sola esclusione dell'ammiraglio Hunter e dell'SDF3, dati per dispersi nello spazio profondo) torna sulla Terra e si appresta a lanciare un contrattacco al centro di comando della Regis Madre, il cosiddetto "Punto di Riflessione". Marlene, avendo scoperto casualmente la propria natura, fugge da Scott ed affronta la sua creatrice, la Regis, per chiedere di porre fine alla guerra. Mentre all'esterno della base infuria la battaglia, la Regis comprende che gli esseri umani sono disposti alla morte ed al sacrificio della Terra stessa pur di liberarla dagli Invid: chiama a raccolta tutto il suo popolo, per cercare un nuovo pianeta. Gli Invid in forma di pura energia lasciano la Terra, travolgendo le astronavi del Corpo di Spedizione che staziona ai margini dell'atmosfera terrestre e che si preparava al devastante attacco finale, annientandolo. Infine, Scott, credendo l'Ammiraglio Hunter ancora in vita, saluta i suoi compagni, ed abbandona Marlene, che ormai lo ama apertamente ed è rimasta volontariamente sulla Terra, ripartendo a bordo del proprio Varitech alla ricerca del disperso SDF-3.

#### Tematiche
Come nei precedenti episodi, la tematica amorosa si sviluppa su più fronti all'interno di un corollario di battaglie.
Centrali sono le varie figure componenti il gruppo di Scott Bernard, attorno alle cui caratteristiche e storie personali fioriscono parecchi episodi della terza parte della saga.
Non mancano momenti puramente fantasy, come l'episodio in cui il gruppo di ribelli s'imbatte nel Pozzo della Vita Invid o nel momento in cui, stordito dalle spore del Fiore della Vita, lo stesso Scott ha un'allucinazione di tipo cavalleresco medievale, con vaghi richiami lovecraftiani e wagneriani.
Bisogna concludere sottolineando come il finale, la partenza di Scott verso l'ignoto, alla ricerca del disperso Rick Hunter - non costituisse originariamente la chiusura della saga, ma ciò fu voluto dalla distributrice Harmony Gold a causa dell'interesse scemante del pubblico verso Robotech.

## I mecha
Tra i diversi mezzi futuristici apparsi nella serie, ebbero maggiore successo tra i fan i caccia trasformabili Varitech (Veritech nell'edizione statunitense) presenti in Macross, simili ai caccia F-14 Tomcat da combattimento statunitensi dei Top Gun, ma in grado di assumere tre configurazioni:
- Caccia (Jet Fighter mode): con un'elevata somiglianza visiva con gli F14, sono in grado di raggiungere mach 4 in questa configurazione (contro i mach 2.4 del F14 reale);
- Guardiano (Guardian mode): partendo dalla configurazione aereo, fuoriescono arti inferiori e superiori, in grado di raggiungere mach 1. Inizialmente la configurazione era pensata per facilitare le operazioni di atterraggio, ma poi venne impiegata anche in azioni di puro combattimento;
- Bi-Robot (Battloid Mode): configurazione umanoide, alta circa 7 metri, in grado di raggiungere la velocità di 96 km/h correndo.

Dei Varitech sono state mostrate, nella serie televisiva e nei prodotti commerciali derivati, diverse versioni (VF-1A, VF-1J, VF-1S e VT-1D nella prima parte del cartone), che differiscono visivamente fra loro per poche caratteristiche, concernenti, in primo luogo, quello che riguarda la forma della testa del robot in configurazione umanoide.
Da non dimenticare poi i Pod Zentradi e la stessa SDF-1, in assoluto la più grande astronave mai apparsa nei cartoni animati (1.200 m) in grado di trasformarsi.

## Episodi
| Nº | Titolo                          | Titolo originale      |
| -- | ------------------------------- | --------------------- |
| 1  | La trappola                     | Boobytrap             |
| 2  | Conto alla rovescia             | Countdown             |
| 3  | La piega spaziale               | Space Fold            |
| 4  | La lunga attesa                 | The Long Wait         |
| 5  | Trasformazione                  | Transformation        |
| 6  | Guerra lampo                    | Blitzkrieg            |
| 7  | L'imboscata                     | Bye-Bye Mars          |
| 8  | Buon compleanno                 | Sweet Sixteen         |
| 9  | Miss Macross                    | Miss Macross          |
| 10 | Alla cieca                      | Blind Game            |
| 11 | Primo contatto                  | First Contact         |
| 12 | La fuga                         | The Big Escape        |
| 13 | Rientro alla base               | Blue Wind             |
| 14 | Il rapporto di Gloval           | Gloval's Report       |
| 15 | Ritorno a casa                  | Homecoming            |
| 16 | Grido di battaglia              | Battle Cry            |
| 17 | Incubi                          | Phantasm              |
| 18 | Addio Roy                       | Farewell, Big Brother |
| 19 | Punto di rottura                | Bursting Point        |
| 20 | Paradiso perduto                | Paradise Lost         |
| 21 | Una nuova alba                  | A New Dawn            |
| 22 | Attacco a sorpresa              | Battle Hymn           |
| 23 | Un'importante decisione         | Reckless              |
| 24 | Prova di forza                  | Showdown              |
| 25 | Fiori d'arancio                 | Wedding Bells         |
| 26 | Il messaggero                   | The Messenger         |
| 27 | Unione di forze                 | Force of Arms         |
| 28 | La ricostruzione                | Reconstruction Blues  |
| 29 | I capi Robotech                 | The Robotech Masters  |
| 30 | Viva Mirya                      | Viva Miriya           |
| 31 | La vendetta di Kairon           | Khyron's Revenge      |
| 32 | Cuore infranto                  | Broken Heart          |
| 33 | Una notte di pioggia            | A Rainy Night         |
| 34 | Momenti preziosi                | Private Time          |
| 35 | Notte di Natale                 | Season's Greetings    |
| 36 | Verso le stelle                 | To the Stars          |
| 37 | La storia di Dana               | Dana's Story          |
| 38 | Falsa partenza                  | False Start           |
| 39 | La Croce del Sud                | Southern Cross        |
| 40 | I volontari                     | Volunteers            |
| 41 | Mezza luna                      | Half Moon             |
| 42 | Zona pericolosa                 | Danger Zone           |
| 43 | Preludio alla battaglia         | Prelude To Battle     |
| 44 | Missione pericolosa             | The Trap              |
| 45 | Fuoco metallico                 | Metal Fire            |
| 46 | Polvere di stelle               | Star Dust             |
| 47 | Aiuti esterni                   | Outsiders             |
| 48 | Deja vu                         | Deja Vu               |
| 49 | Una nuova recluta               | A New Recruit         |
| 50 | Triumvirato                     | Triumvirate           |
| 51 | Fuga dalla Luna                 | Clone Chamber         |
| 52 | Amori                           | Love Song             |
| 53 | Gioco pericoloso                | The Hunters           |
| 54 | Il tradimento di Zor            | Mind Games            |
| 55 | Dana nel paese delle meraviglie | Dana In Wonderland    |
| 56 | Momento cruciale                | Crisis Point          |
| 57 | I fuggiaschi                    | Daydreamer            |
| 58 | L'incubo finale                 | Final Nightmare       |
| 59 | La minaccia invid               | The Invid Connection  |
| 60 | La catastrofe                   | Catastrophe           |
| 61 | L'invasione degli invid         | The Invid Invasion    |
| 62 | La città perduta                | The Lost City         |
| 63 | I nuovi compagni                | Lonely Soldier Boy    |
| 64 | Sopravvivenza                   | Survival              |
| 65 | Chiamata alla ribalta           | Curtain Call          |
| 66 | Tempi difficili                 | Hard Times            |
| 67 | L'eroe di carta                 | Paper Hero            |
| 68 | Il tradimento di un eroe        | Eulogy                |
| 69 | Il pozzo della genesi           | The Genesis Pit       |
| 70 | L'arrivo di Marlene             | Enter Marlene         |
| 71 | La strada della speranza        | The Secret Route      |
| 72 | La fortezza                     | The Fortress          |
| 73 | Tempesta di sabbia              | Sandstorm             |
| 74 | Il matrimonio di Anna           | Annie's Wedding       |
| 75 | Ognuno per la sua strada        | Separate Ways         |
| 76 | Metamorfosi                     | Metamorphosis         |
| 77 | Sole di mezzanotte              | The Midnight Sun      |
| 78 | La città fantasma               | Ghost Town            |
| 79 | Morsa di ghiaccio               | Frostbite             |
| 80 | Buon compleanno Annie!          | Birthday Blues        |
| 81 | Eroe per un istante             | Hired Gun             |
| 82 | New York                        | The Big Apple         |
| 83 | Il Punto di Riflessione         | Reflex Point          |
| 84 | Ultimo atto                     | Dark Finale           |
| 85 | Sinfonia di luce                | Symphony of Light     |

## Edizione italiana
In Italia Robotech è stata trasmessa in prima TV su Retequattro nell'autunno 1986; a partire dal 1987 è stata replicata frequentemente per diversi anni sul circuito Italia 7. Dopo una lunga assenza, è stata replicata intorno al 2008 sulla rete satellitare Cooltoon.
Gli 85 episodi della serie sono stati distribuiti in VHS per il circuito delle edicole italiane a cura della Yamato Video alla fine degli anni novanta. Nel 2009 la serie è stata raccolta in 5 box, pari a 13 DVD totali (con solo audio italiano), pubblicati da Medianetwork Communication. Traduzione Daniela Veloce

## Colonna sonora
La sigla iniziale è opera di Ulpio Minucci. La colonna sonora, registrata in studio per sostituire le versioni originali delle diverse serie giapponesi, era composta da circa 46 tracce sonore, in gran parte scritte dallo stesso Minucci e dal collega compositore Arlon Ober, a cui inoltre si deve l'adattamento elettronico di alcune delle stesse, inizialmente composte ed eseguite per l'orchestra sinfonica.
Oltre ai brani di accompagnamento, è stata necessaria la realizzazione di alcune canzoni per la presenza nella prima e nella terza serie di personaggi coinvolti nel mondo del business musicale. La cantante statunitense Reba West, oltre a dare la propria voce a Lynn Minnmay, cantò i sei brani ("My Time to Be a Star", The Man in My Life, "To Be in Love", "It's You", '"The Right Move"' e "We Will Win") componenti il repertorio della giovane idol. In ambito maschile, il cantautore Michael Bradley oltre a fungere da doppiatore per il personaggio di Lancer/Yellow Dancer ne interpretò le canzoni, anch'esse parte importante della storia: "Look Up! The Sky Is Falling", "It Don't Get Any Better", "Lonely Soldier Boy" (rivisitazione della sua prima hit come solista, oltre che title track del suo primo album), "The Way to Love" e un arrangiamento di "We Will Win". Bradley fu coinvolto anche nell'adattamento strumentale di alcune canzoni per la colonna sonora.
Lo stesso Bradley fu successivamente contattato da Carl Macek per lo sviluppo di colonna sonora e repertorio di canzoni per il discusso lungometraggio Robotech: The Untold Story. Il cantautore scrisse diversi brani, come Underground, Saved By Science, The Future Is Now e Call On Me, quasi tutti interpretati dalla sola Joanne Harris, mentre l'esecuzione di In My Heart fu affidata al gruppo Three Dog Night. Gigi Agrama, erede della dinastia dei produttori della Harmony Gold, registrò invece la traccia Only A Fool.
Per il lungometraggio ricavato dall'episodio pilota di Robotech II: The Sentinels fu contattata la cantautrice Sunny Hilden, che scrisse ed interpretò il brano Together, portato in scena da Minnmay e dalla sua collega Janice Em al matrimonio di Rick Hunter e Lisa Hayes.

## Opere derivate
La serie ebbe un grande successo negli Stati Uniti e vennero prodotti alcuni spin-off: un gioco di ruolo prodotto dalla Palladium Books, diversi videogiochi e molto merchandising (soprattutto giocattoli). I prodotti, sviluppati in un arco temporale di oltre 20 anni, non sempre sono riusciti ad evitare errori di continuity o a mantenere una rigida coerenza nella caratterizzazione dei personaggi.
È da notare che in Giappone anche la serie Macross ha avuto diversi sequel e prequel, ovviamente non collegati a quella che è la continuity di Robotech, anche se nei prodotti di entrambe le serie sono trattati (in maniera differente) alcuni temi comuni (come la giovinezza di Roy Fokker e il suo coinvolgimento nella creazione dei primi caccia trasformabili). L'importazione di alcuni di questi sequel in Italia, ha generato una certa confusione tra i fan che non erano a conoscenza della genesi di Robotech come unione di tre serie animate indipendenti.

### Robotech: The Untold Story
Nel 1986 uscì il film Robotech: The Untold Story, frutto in realtà dell'inserimento di alcune scene di Chojiku Kidan Southern Cross nell'OAV Megazone 23, Part I (primo OAV dei tre che compongono la serie Megazone 23) che era stato in parte disegnato da Haruhiko Mikimoto e diretto da Noboru Ishiguro, gli stessi character designer e regista di Chojiku Yosai Macross, ma non correlato a quest'ultima serie.
Inizialmente il film doveva essere semplicemente un doppiaggio con alcune lievi modifiche di Megazone 23, Part I ed essere ambientato sulla Terra durante il viaggio di ritorno da Plutone della SDF-1, ma in quel periodo la Tatsunoko stava pubblicizzando il suo film Chojiku Yosai Macross: Ai, Oboete Imasu ka (Macross: Do you remember love?) (un riassunto/remake di quanto raccontato nella serie Macross) e fece pressioni perché Carl Macek non impiegasse materiale proveniente dalla continuity di Macross all'interno di Robotech: The Untold Story. Macek decise quindi di ambientare il film poco prima dell'inizio della seconda Guerra di Robotech, rimontando anche del materiale proveniente da Southern Cross.
Alcune proiezioni di prova del film vennero effettuate in Texas, ottenendo però scarso successo, per cui il film non venne distribuito nel resto degli USA. Successivamente venne proiettato nei cinema e in alcune edizioni Home video in America Latina ed Europa, soprattutto nei paesi di lingua spagnola.

### Robotech II: The Sentinels
Nel 1987 iniziò la produzione di Robotech II: The Sentinels, un sequel che doveva mostrare eventi successivi alla prima parte della serie (quella ricavata da Macross) e seguire le avventure di Lisa Hayes e Rick Hunter, oltre ad altri personaggi, sia inediti, sia già presenti nella serie originale. La serie introduceva anche l'astronave SDF-3. Di tale sequel venne realizzato solo un episodio pilota da 85 minuti.
Inizialmente la creazione degli episodi fu affidata agli animatori della Tatsunoko, i quali però ignoravano le modifiche apportate alla trama delle tre serie iniziali da parte di Harmony Gold e tentarono quindi di collegare in qualche modo The Sentinels alle versioni originali di Macross, Southern Cross e Mospeada. Successivamente l'errore venne corretto, ma gli animatori giapponesi si concentrarono sui personaggi nuovi e non su quelli provenienti dalla vecchia serie già familiari al pubblico e l'Harmony decise allora di affidare la produzione delle trame ad un gruppo di scrittori statunitensi, supervisionati da Kent Butterworth.
Secondo quanto affermato dal regista Carl Macek in Robotech Art 3: The Sentinels (raccolta di materiale inedito e annotazioni sul cartone animato), la serie, inizialmente della lunghezza prevista di 65 episodi, venne cancellata dopo il crollo del cambio dollaro/yen e per la mancanza di supporto da parte del produttore di giocattoli, la Matchbox. Numerose petizioni tra i fan di Robotech per chiedere il proseguimento della serie non ebbero effetto, ma anche grazie a queste dimostrazioni di interesse, l'episodio pilota venne pubblicato in VHS dalla Palladium Books nel 1987 e successivamente in DVD dalla ADV Films nel 2001.
Il materiale prodotto per la serie venne comunque impiegato per una serie di romanzi scritta da Jack McKinney (pseudonimo con cui scrivevano James Luceno e Brian Daley) e diverse serie di fumetti (editi rispettivamente dalla Eternity Comics, Academy Comics e Antarctic Press), non sempre in continuity tra di loro e con il cartone animato originale.

### Robotech III: The Odyssey
Carl Macek ha rivelato alcune idee che intendeva impiegare per un'altra serie, Robotech III: The Odyssey. Questa serie doveva creare una sorta di storia "circolare" con la quale si intendeva tornare all'inizio delle vicende di Robotech, garantendo un ciclo di 260 episodi in grado di coprire le trasmissioni giornaliere di un anno. Dopo il fallimento di The Sentinel tuttavia si decise di non sviluppare il progetto; parte delle idee furono impiegate nel romanzo di Jack McKinney The End of the Circle.

### Robotech IVeRobotech V
Nel 1986 Macross Life, una fanzine scritta da fan della serie, intervistò Richard Firth, della Harmony Gold, il quale dichiarò che Carl Macek aveva in progetto di realizzare altre parti della saga, fino a Robotech V, e che queste dovevano assicurare almeno un episodio al giorno per un anno e mezzo, contando 285 episodi. Va notato però che, al contrario di quello che riguarda Robotech III, Macek nei suoi scritti e nelle sue interviste non ha mai fatto menzione a questi progetti.

### Robotech 3000
Carl Macek tentò di sviluppare un altro sequel chiamato Robotech 3000, ambientato nell'anno 2999 e realizzato interamente in grafica computerizzata (negli Stati Uniti erano recentemente stati prodotti con questa tecnica Voltron: The Third Dimension, un sequel della serie animata Voltron, e Roughnecks: Starship Troopers Chronicles, un sequel del film Starship Troopers). Fu sviluppato un trailer di tre minuti, ora presente sul sito ufficiale di Robotech, in cui una spedizione esplorativa viene attaccata da dei mecha Veritech "infetti". Questo trailer fu presentato alla FanimeCon nel 2000, ottenendo però uno scarso successo tra i fan. Le difficoltà finanziarie della casa di produzione a cui era stata affidata la realizzazione del progetto (la Netter Digital, che aveva realizzato gli effetti speciali per l'ultima stagione di Babylon 5 e per il suo spin-off Crusade), nonché l'inadeguato gradimento fra il pubblico, causarono prima un tentativo di trasformare la serie in un anime tradizionale, interessando la Tatsunoko per la produzione e successivamente la cancellazione definitiva del progetto.

### Robotech: The Shadow Chronicles
È un film d'animazione, uscito nel 2006, che mescola animazione classica a un intenso uso di grafica computerizzata. Primo lungometraggio concepito espressamente per l'universo Robotech e non riadattato da materiale preesistente, è ambientato alla termine della terza guerra Robotech e rivela nel dettaglio i retroscena del frettoloso abbandono della Terra da parte degli Invid, introducendo, contestualmente, le reali motivazioni della vittoria delle forze umane sugli invasori al Punto di Riflessione (Reflex Point).
Riprendendo le vicende narrate al termine della terza serie (episodi "Ultimo atto" e "Sinfonia di luce"), il film recupera il personaggio di Scott Bernard, approfondendone la ricerca nel cosmo del disperso SDF-3 e del suo comandante, l'ammiraglio Hunter. In particolare, lo sviluppo narrativo quasi perfettamente coincidente con la serie animata (mancano i personaggi di supporto della terza serie, concentrati unicamente in Scott, Marlene/Ariel e nella Invid Regis), fa comprendere allo spettatore, per la prima volta, l'uso dell'espressione "Figli dell'Ombra" ("Childrens of the Shadow" nell'originale), utilizzato dalla Regina degli Invid per identificare gli esseri umani che tentano di riconquistare la Terra. Per "Ombra" s'intende la tecnologia ("Shadow Device"), che permette alle apparecchiature belliche umane di usare il "Fluido Primario" senza essere captate dai sensori Invid. Un tale accorgimento non è però il frutto dell'ingegno umano ma della determinazione degli Haydonites, una razza aliena (sconosciuta fino a questo punto della cronologia di Robotech) alleata con gli uomini, la quale si era precedentemente battuta contro gli Invid, in una guerra che aveva finito col devastare il pianeta natale degli stessi Invid, Optera. La tecnologia Ombra, inoltre, aveva influenzato anche quella prodotta dai Signori di Robotech.
La Regis Madre, consapevole che gli umani sono pronti a bombardare il proprio pianeta con missili S (Shadow) al neutrone, passati loro dagli Haydonites, di fronte alla scelta tra il possibile annientamento di entrambe le razze e la sconfitta, opta per la migrazione del suo popolo altrove.
In seguito, Scott si riunisce ai resti del Corpo di Spedizione sulla base lunare, con l'amata Ariel (una Invid), la quale gli confida i segreti rivelatole dalla Regis Madre.
Ma con un voltafaccia, gli Haydonites attaccano i loro alleati umani, causando la probabile perdita dell'SDF-3 (precipitato in un buco nero, effetto collaterale dal test di lancio dei missili S). A questo punto, il vice comandante della "REF" (Robotech Expeditionary Force, Corpo di Spedizione di Robotech), generale Reinhardt, incarica Scott ed una squadra composta dalla pattuglia dei Teschi (al comando della figlia minore di Max Sterling e Miryia Parino, Maya) ed una astronave capitanata da Vince Grant (fratello minore di Claudia), di soccorrere l'SDF-3 e di distruggere gli ultimi missili rimasti, custoditi in una stazione spaziale orbitante. La seconda parte della missione riesce (ma a prezzo di gravi perdite), con il ritorno sulla Terra del team a bordo di una nuova nave, l'Ark Angel, apparentemente gemella dell'SDF-3 disperso. Il finale tuttavia (che si sviluppa sulle malinconiche note di "We Will Win" cantata dall'androide Janice), fa presagire un possibile sequel della saga.

### Fumetti
Tra il 1984 e il presente sono stati pubblicati diversi fumetti ispirati alla serie o ai suoi seguiti e romanzi, con un'unica pausa tra il 1998 e il 2002:
- DC Comics, 1984

Nel 1984 la DC pubblicò un fumetto, Robotech Defenders, che in realtà non si rifaceva alla serie animata riadattata dalla Harmony Gold, ma era una miniserie ispirata ad una linea di modellini in plastica prodotta dalla Revell, la quale aveva acquisito i diritti per la commercializzazione dei modelli e kit di montaggio relativi ai mezzi presenti negli anime Chojiku Yosai Macross, Chojiku Seiki Orguss (entrambi prodotti dalla Tatsunoko) e Taiyô no Kiba Dougram (prodotto dalla Sunrise).
- Comico, 1984-1989

La produzione della Comico, divisa in miniserie (Macross Saga, Masters Special: Dana's Story, Masters, New Generation, Graphic Novel), presentava sia adattamenti degli episodi televisivi, sia storie inedite di approfondimento dell'universo narrativo di Robotech.
- Eternity (Malibu Comics), 1988-1994

La casa editrice Eternity iniziò a produrre adattamenti di quelli che dovevano essere gli episodi televisivi mai realizzati di The Sentinel, ma anche dei relativi (e già realizzati) romanzi; tuttavia con il tempo gli autori iniziarono ad introdurre nelle storie nuovi approfondimenti e personaggi, concernenti la sotto trama di The Sentinel e la continuity principale della serie TV.
Quando la Malibu Comics fu acquistata dalla Marvel Comics, Eternity (che era una linea della Malibu) fu chiusa. La licenza per i fumetti di The Robotech venne quindi acquistata da un editore indipendente, la Academy Comics. Le miniserie pubblicate dalla Eternity furono Robotech II: The Sentinels, Legend of Zor, Malcontent Uprisings, Cyberpirates, Invid War, Invid War: Aftermath, Return to Macross.
- Academy, 1994-1996

La Academy proseguì le serie della Eternity legate a The Sentinel, di cui aveva messo sotto contratto diversi autori, ottenendo un buon successo sia di vendite che di apprezzamento da parte degli appassionati. Oltre a questo, lanciò alcune nuove produzioni, che però ebbero scarse vendite e furono, in parte, anticipatamente chiuse. Nel 1996 la Harmony Gold ritirò la licenza, senza motivazioni ufficiali, per trasferirla alla Antarctic Press. L'Academy fallì poco tempo dopo. Le miniserie pubblicate furono: Robotech II: The Sentinels, Return to Macross, Invid War: Aftermath, Robotech: Clone, Worlds of Robotech, Robotech: Destroid, Robotech Academy, Robotech: Mechangel, Robotech The Movie, Robotech: The Misfits.
- Antarctic Press, 1997-1998

La produzione dell'Antarctic Press fu principalmente composta da spin-off e storie singole che riguardavano i personaggi della prima parte della serie (la Macross saga). I fumetti non ebbero tuttavia un buon riscontro di pubblico, e molti fan criticarono l'uso dei personaggi, soprattutto per quello che riguardava la loro caratterizzazione, differente da quella che era stata mostrata fino a quel momento negli altri prodotti editoriali. Nel 1998 la Harmony Gold ritirò, anche questa volta senza motivazioni ufficiali, la licenza.
Le miniserie prodotte furono: Robotech: Megastorm, Robotech: Rolling Thunder, Robotech: Prototype, Robotech: Crystal Dreams (quest'ultimo, distribuito all'"E3 trade show", era un fumetto promozionale per un videogioco della Nintendo 64, Crystal Dreams, che non venne poi commercializzato per il fallimento della casa produttrice, la Gametek), Vermillion, Wings of Gibraltar, Special Operations, Class Reunion, Sentinels: Rubicon (nessun collegamento apparente con il romanzo omonimo di Jack McKinney).
- Wildstorm Productions (DC Comics) 2002 - presente

Le miniserie prodotte sono state: Robotech: From The Stars, Robotech Sourcebook, Robotech: Love & War, Robotech: Invasion, Robotech: Prelude to the Shadow Chronicles.

### Romanzi
Negli anni sono stati scritti 21 romanzi, pubblicati dalla Del Rey.
- Genesis, Jack McKinney, (1987)
- Battle Cry, Jack McKinney, (1987)
- Homecoming, Jack McKinney, (1987)
- Battle Hymn, Jack McKinney, (1987)
- Force of Arms, Jack McKinney, (1987)
- Doomsday, Jack McKinney, (1987)
- Southern Cross, Jack McKinney, (1987)
- Metal Fire, Jack McKinney, (1987)
- The Final Nightmare, Jack McKinney, (1987)
- Invid Invasion, Jack McKinney, (1987)
- Metamorphosis, Jack McKinney, (1987)
- Symphony of Light, Jack McKinney, (1987)
- Serie Sentinels:
  - The Devil's Hand, Jack McKinney, (1988)
  - Dark Powers, Jack McKinney, (1988)
  - Death Dance, Jack McKinney, (1988)
  - World Killers, Jack McKinney, (1988)
  - Rubicon, Jack McKinney, (1988)
- End of the Circle, Jack McKinney, (1990)
- The Zentraedi Rebellion, Jack McKinney, (1994)
- The Master's Gambit, Jack McKinney, (1995)
- Before the Invid Storm, Jack McKinney, (1996)

### Videogiochi
Dalla serie Robotech derivano cinque videogiochi:
- Robotech: Crystal Dreams: per la piattaforma Nintendo 64. Il gioco, un simulatore di volo con i caccia Varitech, fu annunciato nel 1995, ma, dopo diversi ritardi, venne cancellato con il fallimento dell'azienda produttrice, la Gametek, nel 1998. Il gioco era ambientato nel periodo trascorso tra la distruzione dell'SDF-1 e il lancio della SDF-3. Robotech: Crystal Dreams non rispettava la continuity, prevedendo un'invasione di Zentradi in un periodo in cui le altre fonti descrivevano una situazione pacifica.
- Robotech: Battlecry: sviluppato dalla Vicious Cycle Software e pubblicato nel 2002 dalla TDK Mediactive per le console Xbox di Microsoft, PlayStation 2 di Sony e Nintendo GameCube. Il gioco si svolge durante il primo periodo della serie (la parte chiamata Macross Saga). Oltre al single player, era previsto il multiplayer in modalità "uno contro uno". Il protagonista è un personaggio inedito, Jack Archer, pilota mercenario recentemente arruolato nelle forze militari dell'SDF. Il gioco rispetta la continuity e alcuni particolari introdotti nella storia sono stati inseriti in Robotech: The Shadow Chronicles.
- Robotech: The Macross Saga: sviluppato dalla Lucky Chicken Games e pubblicato nel 2002 dalla TDK Mediactive per il Game Boy Advance, è uno sparatutto a scorrimento orizzontale, simile al videogioco giapponese Macross: Scrambled Valkyrie sviluppato nel 1993 per il Super Nintendo Entertainment System. Il gioco prevede diverse missioni e il giocatore interpreta alcuni dei piloti della prima parte della serie.
- Robotech: Invasion: sviluppato dalla Vicious Cycle Software e pubblicato dalla Global Star nel 2004 per le console Xbox e PlayStation 2 è uno sparatutto in prima e terza persona. Il gioco è ambientato durante l'occupazione della Terra ad opera degli alieni Invid e vede l'azione di un gruppo di soldati della Robotech Expeditionary Force equipaggiato con le tipiche moto trasformabili della serie televisiva.
- Robotech: The New Generation: sviluppato dalla Big Blue Bubble e pubblicato dalla Airborne Entertainment nel 2007 per telefoni cellulari, è uno sparatutto a scorrimento verticale. La storia copre l'arco di tempo che va dall'occupazione della Terra da parte degli Invid, al nuovo Shadow Chronicles.

### Gioco di ruolo
Nel 1986 la Palladium Books pubblicò un gioco di ruolo ispirato alla serie animata e al suo (allora previsto) seguito Robotech II: The Sentinels.
Moduli pubblicati (inediti in italiano):
- Robotech RPG Book One: Macross
- Robotech RPG Book Two: RDF Manual
- Robotech RPG Book Three: Zentraedi
- Robotech RPG Book Four: Southern Cross
- Robotech RPG Book Five: Invid Invasion
- Robotech II RPG: The Sentinels
- Robotech II RPG: REF Field Guide
- Robotech RPG Book Six: Return of the Masters
- Robotech RPG Book Seven: New World Order
- Robotech RPG Book Eight: Strike Force
- Robotech RPG Adventures: Lancer's Rockers
- Robotech RPG Adventures: Zentraedi Breakout
- Robotech RPG Adventures: Ghost Ship
- Robotech RPG Adventures: RDF Accelerated Training Program

I moduli di gioco dall'uno al cinque (Book One - Book Five) descrivono l'ambientazione basandosi su quello visto nelle tre parti che compongono la serie. I moduli Robotech II descrivono gli approfondimenti all'ambientazione introdotti con The Sentinels, comprendendo anche molto materiale che, a causa del fallimento del progetto, non era stato impiegato né per i cartoni animati, né per i romanzi. Il modulo sei e l'avventura Lancer's Rockers sono ambientati, cronologicamente, oltre l'epilogo della serie (ma al tempo della loro pubblicazione non era ancora previsto Robotech: The Shadow Chronicles, per cui il materiale presente potrebbe non essere in continuity con quest'ultimo, prevedendo, la storyline del gioco, il ritorno degli Invid pochi mesi dopo la fine della serie), mentre il resto dei moduli e avventure sono ambientate durante la prima parte della serie o tra la prima e la seconda.
I libri sono stati scritti in parte da Kevin Siembieda, scrittore e presidente della Palladium Books e da altri autori legati all'editore ed in parte da scrittori freelancers. Le illustrazioni presenti sulle pubblicazioni facevano parte del materiale proveniente dalle tre produzioni originali giapponesi e in parte dai disegni inediti prodotti dalla Palladium stessa.
La Palladium pubblicò anche un gioco di ruolo basato sull'anime Macross II, ma questo era completamente scollegato dalla continuity della serie di Robotech. Lo stesso anime Macross II, inizialmente prodotto in Giappone come seguito di Macross, venne poi considerato "fuori continuity" anche rispetto a questo universo narrativo.

### Gioco di carte collezionabili
Nel 2006 la Hero Factory ha presentato all'Anime Expo di Long Beach un gioco di carte collezionabili ispirato alla serie.

## Merchandising
All'uscita di Robotech negli Stati Uniti erano già presenti sul mercato locale (ed anche in quello europeo) dei modelli raffiguranti i mecha della serie televisiva; infatti la Revell aveva acquisito i diritti per la commercializzazione dei modelli e kit di montaggio relativi ai mezzi presenti negli anime Macross, Chojiku Seiki Orguss (entrambi prodotti dalla Tatsunoko) e Taiyô no Kiba Dougram (prodotto dalla Sunrise), che vennero presentati come facenti parte di un'unica linea chiamata Robotech Defenders.
Anche la FASA Corporation aveva incluso nel 1984 all'interno del suo gioco da tavolo BattleDroids (rinominato poi BattleTech), senza averne diritto, i mecha presenti sia in Macross (come i Valkyrie, poi rinominati Stinger, Wasp e Phoenix Hawk) che in Dougram (Dougram fu rinominato Shadow Hawk, Crabgunner come Goliath e Blizzard Gunner come Scorpion) e anche alcuni mezzi e astronavi presenti nell'anime Crusher Joe. Dopo un accordo extra-giudiziale con i detentori dei diritti sul design dei mecha, la FASA escluse questi modelli dalle versioni successive di BattleTech e dei suoi prodotti derivati.
Il modello dei Varitech, nella versione VF-1S Super Valkyrie con armatura, venne inizialmente impiegato negli Stati Uniti anche per uno dei primi giocattoli dei Transformers, Jetfire. Per evitare sia problematiche legali, sia il rischio di fare promozione ad aziende concorrenti che commercializzavano i prodotti raffiguranti i Valkyrie, la Hasbro cambiò la forma ed il nome del personaggio nel cartone animato (il nome divenne Skyfire, Aquila nella versione italiana).

## Curiosità
- Nel 2005 venne prodotto dalla Harmony Gold un breve spot commemorativo (di circa 60 secondi) del sessantesimo anniversario della nascita delle Nazioni Unite, con i personaggi del sequel "Robotech: The Shadow Chronicles" (allora in fase di produzione).
- Nella copertina dell'album The Fake Sound of Progress del gruppo nu metal britannico Lostprophets, dal 2001 compare un caccia VF-1 in configurazione robotica.